# Тлакильтенанго
Тлакильтенанго (исп. Tlaquiltenango) — город и административный центр одноимённого муниципалитета в мексиканском штате Морелос. Численность населения, по данным переписи 2010 года, составила 18 334 человека.

## Общие сведения
Название Tlaquiltenango происходит из языка науатль и его можно перевести как: место побелённых строений.
В 1540 году на месте Тлакильтенанго был возведён франсисканский монастырь Санто Доминго.
В 1541 году Эрнан Кортес строит здесь сторожевую башню, которая должна охранять скотоводческую ферму, снабжающую его армию.